# Michal Pavlík (fotbalista)
Michal Pavlík (* 23. ledna 1936) je bývalý slovenský fotbalista, obránce.

## Fotbalová kariéra
V československé lize hrál za VSS Košice. Nastoupil ve 127 ligových utkáních a dal 2 góly.

## Ligová bilance
| Ročník                                   | Zápasy | Góly | Klub               |
| ---------------------------------------- | ------ | ---- | ------------------ |
| 1. československá fotbalová liga 1956    | -      | -    | Spartak VSS Košice |
| 1. československá fotbalová liga 1958/59 | -      | 0    | Jednota Košice     |
| 1. československá fotbalová liga 1959/60 | 23     | 0    | Jednota Košice     |
| 1. československá fotbalová liga 1963/64 | -      | 0    | VSS Košice         |
| 1. československá fotbalová liga 1964/65 | -      | 0    | VSS Košice         |
| 1. československá fotbalová liga 1965/66 | -      | 1    | VSS Košice         |
| 1. československá fotbalová liga 1966/67 | -      | 0    | VSS Košice         |
| 1. československá fotbalová liga 1968/69 | 6      | 0    | VSS Košice         |
| CELKEM                                   | 127    | 2    |                    |